# Даман (рід)
Procavia — рід даманів. Даман капський є єдиним сучасним видом, що належить до цього роду, хоча в минулому були відомі й інші види, включаючи P. habessinica та P. ruficeps, обидва тепер віднесені до рангу підвидів.
Відомо також кілька викопних видів, найдавніші з яких датуються раннім пліоценом, зокрема:
- †Procavia antiqua[1]
- †Procavia pliocenica[2][3]
- †Procavia transvaalensis[1]